# Hugonia racemosa
Hugonia racemosa är en linväxtart som först beskrevs av Eugène Vieillard, och fick sitt nu gällande namn av Schlechter. Hugonia racemosa ingår i släktet Hugonia och familjen linväxter. Inga underarter finns listade i Catalogue of Life.